# Stainfield
Stainfield – wieś i civil parish w Anglii, w Lincolnshire, w dystrykcie West Lindsey. W 2011 roku civil parish liczyła 189 mieszkańców. Stainfield jest wspomniana w Domesday Book (1086) jako Stain/Steinfelde.